# Peugeot 504
Peugeot 504 – średniej wielkości samochód rodzinny, produkowany przez francuską firmę Peugeot między 1968 a 1983 rokiem.
Peugeot 504 miał swój publiczny debiut na dwunastym Salonie Genewskim we wrześniu 1968 roku. Była to wersja sedan. W 1969 roku dołączyły do niego 2-drzwiowe coupé i 2-drzwiowy kabriolet, a w 1970 roku 5-drzwiowe kombi (nazwane Break).

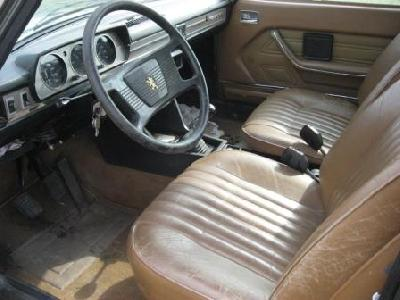
Wnętrze

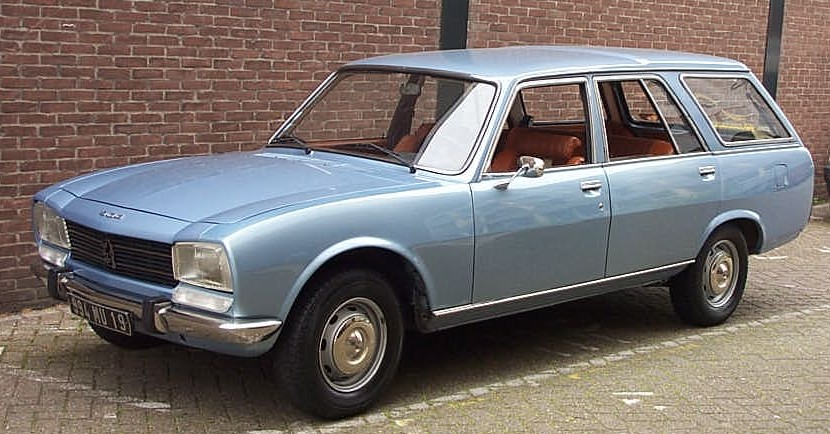
Peugeot 504 Break

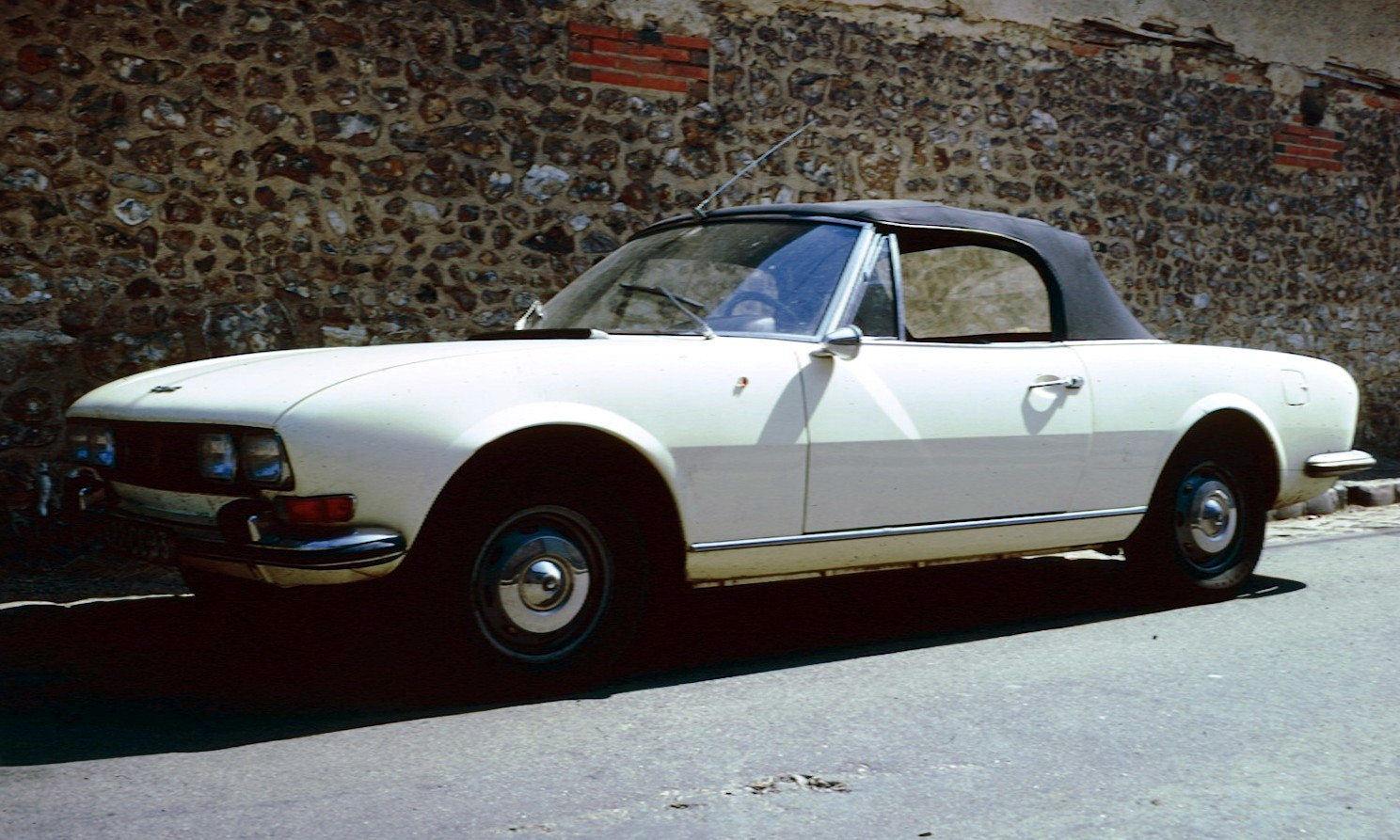
Peugeot 504 Cabrio

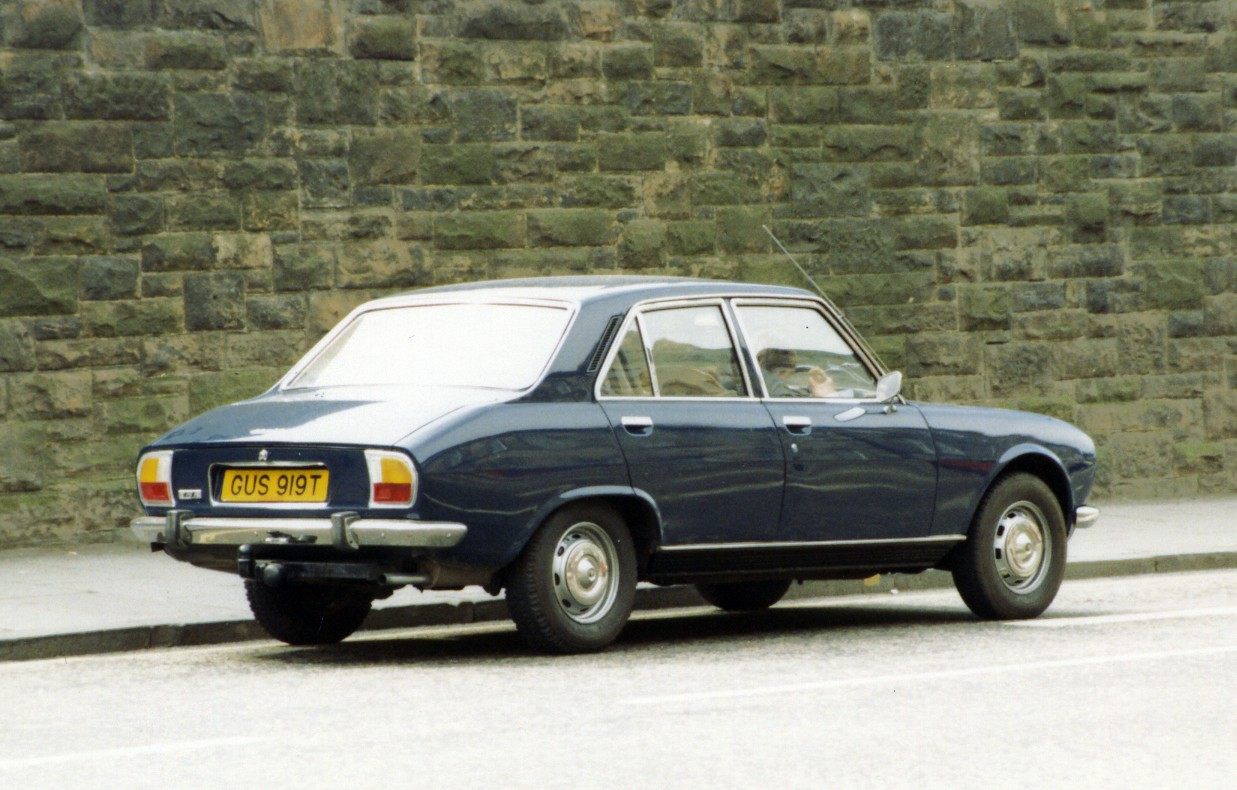
Peugeot 504 Saloon

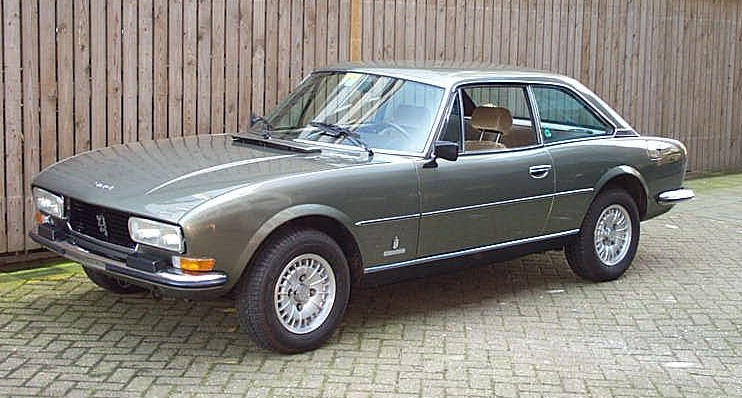
Peugeot 504 Coupe

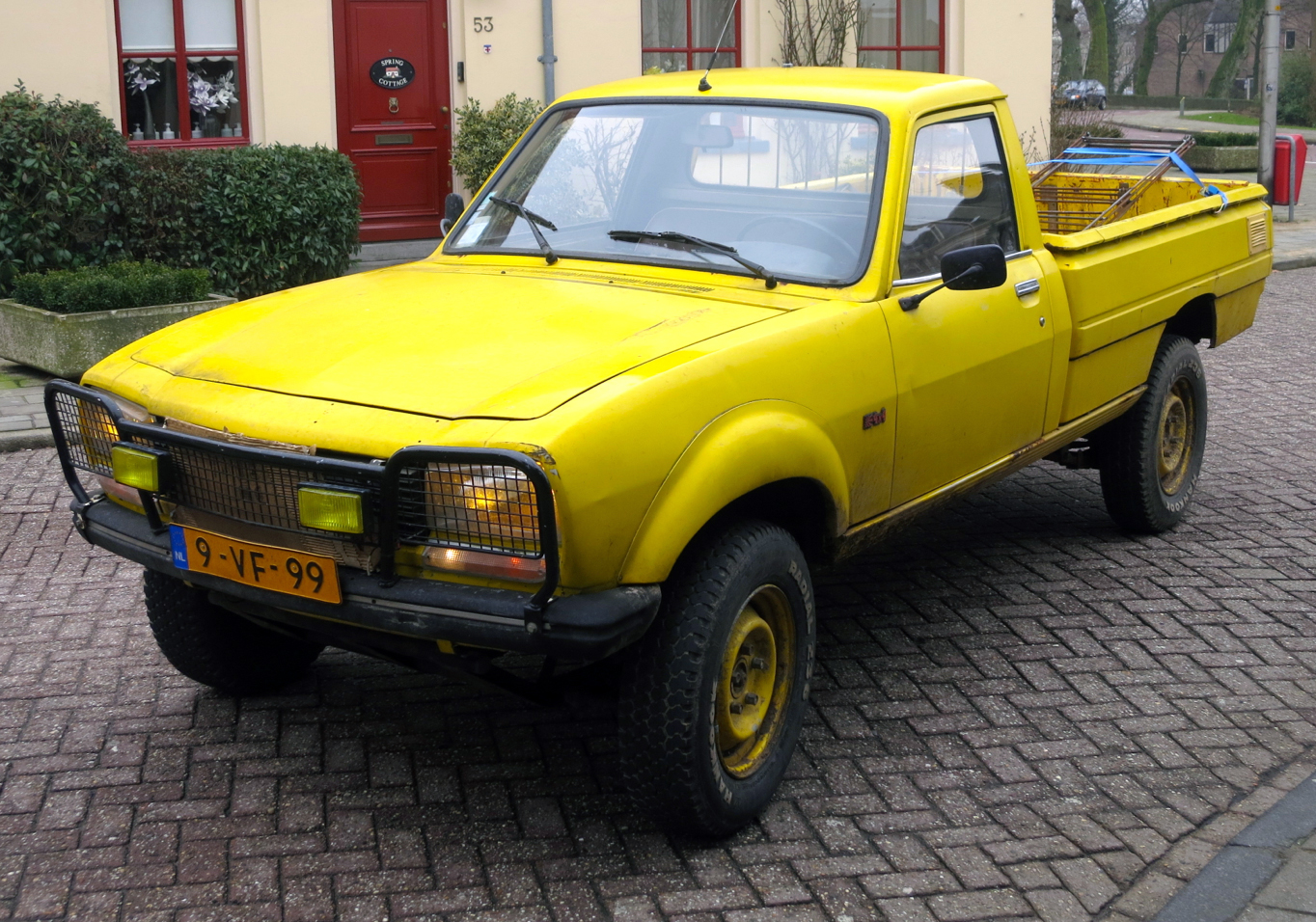
Peugeot 504 Pick-up 4x4

Zastosowano początkowo tylko jeden silnik, czterocylindrowy o pojemności 1796 cm³ osiągający moc 82 KM (wersja standardowa) oraz 97 KM (Injection – wtrysk). W 1970 roku samochód otrzymał nowy silnik czterocylindrowy o pojemności 1971 cm3 oraz mocy 93 KM oraz 104 KM (wtrysk) oraz czterocylindrowy silnik Diesla o pojemności 2112 cm³ i mocy 65 KM.
Dostępne skrzynie: 4-biegowa manualna lub 3-biegowa automatyczna (ZF 3HP22).
Samochód miał tylny napęd. Francuska firma Dangel produkowała Peugeoty 504 w wersji 4x4 (odmiany Break (kombi) i pick-up).
Samochód zastąpił model 404 i został wybrany europejskim samochodem roku 1969. W 1979 roku wprowadzono nowszy model Peugeota 505, z którym Peugeot 504, a także Peugeot 604 i Talbot Tagora, miał wiele wspólnych mechanicznych części.
W Europie do 1983 roku wyprodukowano ponad trzy miliony egzemplarzy tego samochodu. Później produkcja przeniosła się za granicę i była kontynuowana do 2006 roku, przede wszystkim w Nigerii (firma PAN). Produkcja modelu pick-up trwała w Chinach do 2009 roku.
W kwietniu 1973 roku Peugeot zaprezentował wersję 504 L w związku z kryzysem naftowym. Silnik o pojemności 1796 cm³ i mocy 96 KM (skrzynia biegów automatyczna 81 KM).
Peugeot 504 jest jednym z najpopularniejszych samochodów wykorzystywanych jako taksówki w Afryce. Powodem tego jest fakt, że samochód ten dobrze sprawdza się w trudnym terenie, a jednocześnie można było nabyć fabrycznie nowe samochody od Peugeota Nigeria oraz Peugeota Kenia.
Peugeot 504 był także produkowany w Argentynie do 1999 roku, ale późniejsze modele były nieco zmienione z przodu i z tyłu, a także posiadały nowe wnętrze.
Jego silnik i zawieszenie zostało użyte w późniejszych modelach Paykan, irańskiej wersji Hillmana Huntera.
W 1982 roku, w Paryżu, zadebiutował Dangel Peugeot 504 Pick-up 4x4, samochód zmodyfikowany przez firmę Dangel. Dzięki dużym rozmiarom i wysokiej jakości, auta te stały się bardzo atrakcyjne dla sił zbrojnych i dla prywatnych firm; okazały się też bardzo przydatne dla celów rekreacyjnych i wypraw campingowych.

## Dane techniczne
| Wersja                | Silnik:                   | Układ zasilania:   | Średnica × skok tłoka: | St. sprężania:     | Moc maksymalna:                    | Maks. moment obrotowy      | 0-100 km/h:        | V-max:             |
| Silniki benzynowe:    | Silniki benzynowe:        | Silniki benzynowe: | Silniki benzynowe:     | Silniki benzynowe: | Silniki benzynowe:                 | Silniki benzynowe:         | Silniki benzynowe: | Silniki benzynowe: |
| --------------------- | ------------------------- | ------------------ | ---------------------- | ------------------ | ---------------------------------- | -------------------------- | ------------------ | ------------------ |
| 1.8                   | R4 1,8 l (1796 cm³), OHV  | gaźnik             | 84,00 mm × 81,00 mm    | 8,3:1              | 83 KM (61 kW) przy 5500 obr./min   | 147 N•m przy 3000 obr./min | b/d                | 161 km/h           |
| 2.0                   | R4 2,0 l (1971 cm³), OHV  | gaźnik             | 88,00 mm × 81,00 mm    | 8,4:1              | 93 KM (69 kW) przy 5200 obr./min   | 168 N•m przy 3000 obr./min | b/d                | b/d                |
| 2.0 Injection         | R4 2,0 l (1971 cm³), OHV  | wtrysk             | 88,00 mm × 81,00 mm    | 8,3:1              | 105 KM (78 kW) przy 5200 obr./min  | 178 N•m przy 3000 obr./min | b/d                | b/d                |
| 2.0 Coupé             | R4 2,0 l (1971 cm³), OHV  | wtrysk             | 88,00 mm × 81,00 mm    | 8,3:1              | 112 KM (82 kW) przy 5600 obr./min  | 178 N•m przy 3000 obr./min | b/d                | 179 km/h           |
| V6 Coupé              | V6 2,7 l (2664 cm³), SOHC | gaźnik             | 88,00 mm × 81,00 mm    | 8,65:1             | 138 KM (101 kW) przy 5750 obr./min | 207 N•m przy 3500 obr./min | 10,5 s             | 186 km/h           |
| Silniki wysokoprężne: |                           |                    |                        |                    |                                    |                            |                    |                    |
| 1.9                   | R4 1,9 l (1948 cm³), OHV  | wtrysk             | 88,00 mm × 80,00 mm    | 21,8:1             | 57 KM (42 kW) przy 4500 obr./min   | 107 N•m przy 2000 obr./min | b/d                | b/d                |
| 2.1                   | R4 2,1 l (2112 cm³), OHV  | wtrysk             | 90,00 mm × 83,00 mm    | 22,2:1             | 66 KM (48 kW) przy 4500 obr./min   | 119 N•m przy 2500 obr./min | b/d                | 135                |
| 2.3                   | R4 2,3 l (2304 cm³), OHV  | wtrysk             | 94,00 mm × 83,00 mm    | 22,2:1             | 70 KM przy 4500 obr./min           |                            | b/d                | 140                |